# Canzoni alla radio
Canzoni alla radio è il terzo album degli Stadio, pubblicato su LP dalla RCA Italiana (catalogo PL 70980) nel 1986, subito dopo la partecipazione del gruppo al Festival di Sanremo con il brano omonimo.

## Il disco
Nel 1995 viene ristampato su CD dalla BMG Ricordi (catalogo 74321-30044-2) con identico ordine e durata delle tracce. In alcune ristampe la traccia Non c'è posto è sostituita dal brano La faccia delle donne. Successivamente Sony Music Italia ha pubblicato l'album per il download digitale, e, dal 19 ottobre 1998, l'ha reso disponibile anche in versione rimasterizzata.
Questo album è il primo senza il tastierista Fabio Liberatori e l'ultimo con il chitarrista Ricky Portera che, lo stesso anno della pubblicazione, abbandonerà il gruppo.

## I brani
- Lunedì cinema - Inedito
Già usato da Rai 1, a partire dal 1983, come sigla di apertura e chiusura, per delimitare il ciclo di appuntamenti di film, denominata Lunedì Film, presente nel palinsesto, appunto del lunedì sera, come dice il titolo[1][2]. La grafica che accompagna la sigla è cambiata nel corso degli anni[4].

## Tracce
Gli autori del testo precedono i compositori della musica da cui sono separati con un trattino.
Edizioni musicali RCA Italiana, Assist.
1. È stato bellissimo – 3:43 (testo: Roberto Casini, Roberto Francia – musica: Gaetano Curreri)
2. Canzoni alla radio – 4:25 (testo: Luca Carboni – musica: Ricky Portera, Gaetano Curreri)
3. Il resto conta poco o niente[3][6] – 4:02 (testo: Bruno Mariani – musica: Roberto Costa)
4. Ti ho inventata io – 5:13 (testo: Roberto Casini – musica: Gaetano Curreri)
5. Giacche senza vento – 4:11 (testo: Ambrogio Lo Giudice – musica: Gaetano Curreri)
6. Incubo assoluto – 4:27 (testo: Roberto Antoni – musica: Gaetano Curreri)
7. Lunedì cinema – 2:36 (musica: Lucio Dalla) – Inedito
8. Non c'è posto – 5:56 (testo: Luca Carboni – musica: Gaetano Curreri)
9. Au revoir – 1:45 (musica: Ricky Portera)

## Formazione
Gruppo
- Gaetano Curreri – voce, tastiera
- Ricky Portera – chitarra, tastiera, voce
- Marco Nanni – basso, cori
- Giovanni Pezzoli – batteria

Altri musicisti
- Lucio Dalla – sax, fisarmonica, cori; vocalizzi (in B3 = 7)
- Roberto Costa – tastiera, programmazione, sintetizzatore, contrabbasso, percussioni, cori